# Georges Laederich
Georges René Laederich (Épinal, 30 juin 1898 – Paris, 12 novembre 1969) est un industriel du textile dans les Vosges, engagé en politique aux confins de la droite et de l'extrême droite.
Membre de la Fédération républicaine et des Croix-de-Feu dans l'entre-deux-guerres, il est en relation avec d'autres patrons pour combattre le communisme. Nommé, en 1941, membre du Conseil national institué par le maréchal Pétain, il appuie le régime de Vichy sous l'Occupation. Après la Libération, il est condamné en 1946 à deux ans de prison et vingt ans de dégradation nationale, dans le contexte de l'épuration. Il est l'un des principaux fondateurs en 1954 à Paris du Centre d'études politiques et civiques (CEPEC) qu'il préside de 1958 à sa mort.

## Biographie

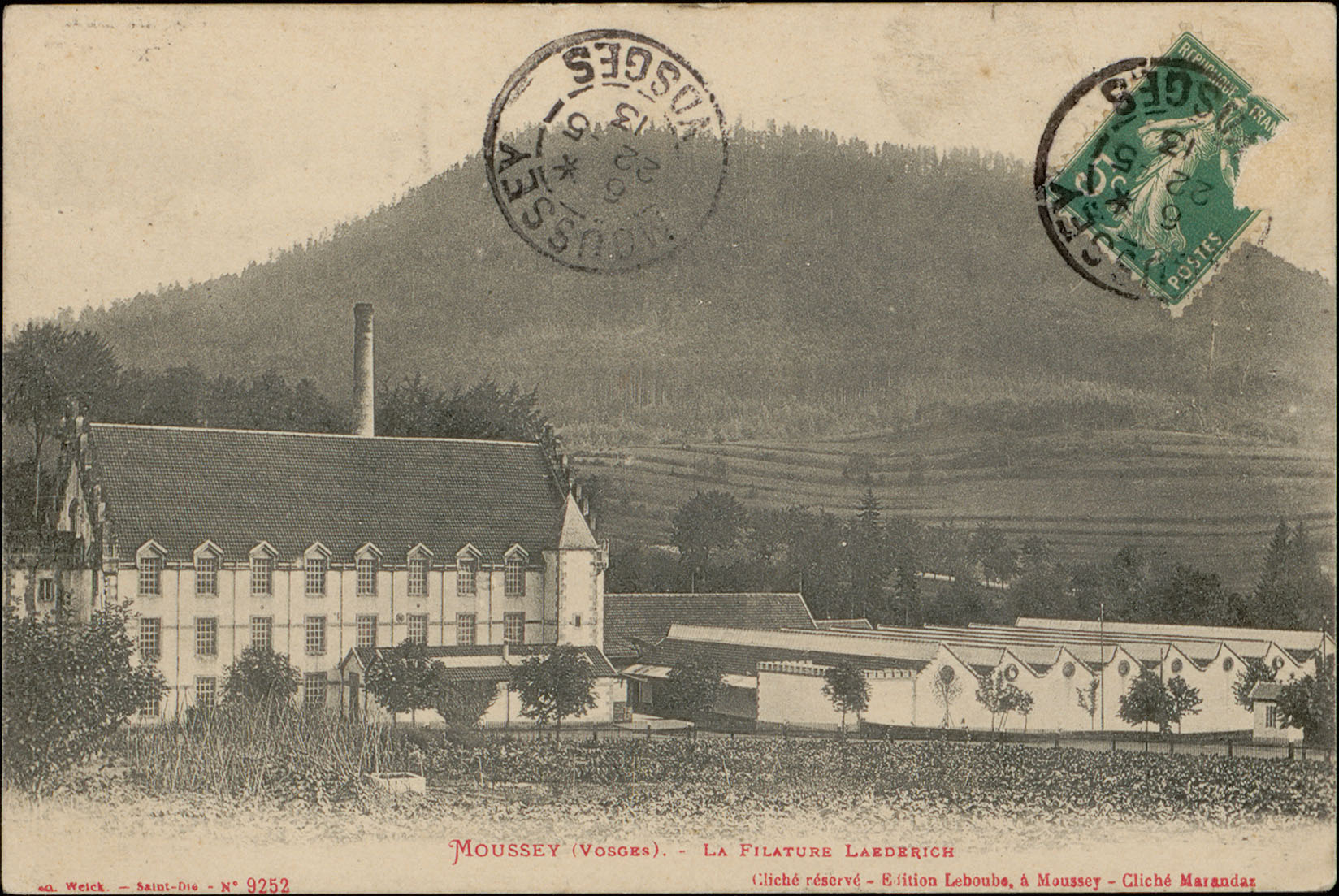
Filature Laederich à Moussey
Carte postale Adolphe Weick.

### Héritier d'une dynastie industrielle
Georges René Laederich, né le 30 juin 1898 à Épinal, appartient à une importante famille protestante de l'industrie textile vosgienne originaire du canton de Berne en Suisse, installée en Alsace à Mulhouse au XVIIe siècle, puis à Epinal après l'annexion de l'Alsace par l’Empire allemand en 1870. 
Il est l'arrière-petit-fils de Charles Laederich, fondateur de l'entreprise Charles Laederich et Cie à Mulhouse et le fils de Ferdinand René Laederich, fondateur des Établissements Laederich, régent de la Banque de France depuis 1913, président du syndicat général de l'industrie cotonnière (1920-1932), secrétaire général puis vice-président en 1925 de l'Association de l'industrie et de l'agriculture françaises, premier vice-président du Comité général des assurances (le lobby des compagnies d'assurances) et de Anna Maria Favre, fille d'Alfred Favre, de Mulhouse. Son père est un protestant de droite, antidreyfusard (les protestants antidreyfusards étaient « aussi peu nombreux que ne l’étaient symétriquement les catholiques dreyfusards »). Son père meurt en 1932, sa mère en 1951.
Il a deux sœurs : Andrée (1896-1987), mariée en 1918 au baron Henri de Turckheim, protestant, un des fils du baron Adrien de Turckheim, membre du conseil d'administration de la Compagnie des chemins de fer de l'Est, et  Nicole (1899-1990), mariée en 1919 à Robert Verdet-Kleber, fils d'un industriel protestant, du papier en Isère.

### Formation et mariage
Il est élève de 1910 à 1915 du  Collège de Normandie un pensionnat privé situé Mont-Cauvaire près de Rouen, où se côtoient des enfants de l'aristocratie parisienne, tel Pierre de Cossé Brissac, et de la haute-bourgeoisie de Paris et de province (Auguste Badin et Richard Waddington, pour le textile normand, Raty, pour la Lorraine de l'acier, Hennessy pour le cognac de Charente, Motte pour le textile de Roubaix, Japy pour la métallurgie, etc.),.
Après le baccalauréat, il entre à l’École des hautes études commerciales de Paris (HEC), mais ses études sont écourtées par la Première Guerre mondiale. Il fait partie de la liste des élèves démobilisés et ayant obtenu leur diplôme en 1920.
Il épouse le 23 mars 1923 Violette Kiener, née le 3 mai 1904 à Paris, fille de Jacques Kiener (1877-1959), industriel protestant du textile des Vosges et de Laurence Crosnier de Varigny (1881-1957). La cérémonie religieuse a lieu au temple protestant de l'Étoile, avenue de la Grande-Armée. Une des églises les plus cotées de la Haute société protestante.
De cette union naissent dix enfants, cinq garçons et cinq filles : Dominique (1924), François-René (1925), Jean-Roger (1927), Christian (1929), Marie-Laurence (1932), Thierry (1937), Georges Olivier (1939), France Ariane (1942-1947),, Corinne (1944), et Yolaine (1948).

### Groupe Laederich et rachat par Boussac en 1966
Georges Laederich est admis comme associé de la société Charles Laederich fils et Cie à dater de janvier 1920 puis associé-gérant en août 1920 ; il se voit alors attribuer par son père 40 % des bénéfices. Son père et lui sont les deux associés de cette firme. Il aide son père à gérer ses usines de textile dans les années 1920. Il est administrateur d'une des sociétés du groupe, la Société anonyme du tissage du Haut-du-Them, lors de sa constitution en 1924, aux côtés de son père et de ses deux beaux-frères. Il devient le patron du groupe en 1932, à 34 ans, à la mort de son père le 18 mars 1932.
Après le rachat de la Société cotonnière de Senones et la fusion de leurs entreprises (Société cotonnière des Vosges, Société cotonnière de Senones, Société Tissage du Haut-du-Them),, les Ets Laederich prennent leur forme définitive en 1935, avec un capital de 14 230 000 francs. Le siège de la société est installé à Épinal, au 2 rue Aristide Briand, où se trouvent les services commerciaux et la maison de vente, le Comptoir industriel cotonnier (CIC), fondée en 1908. Les filatures représentent alors près de 100 000 broches et les cinq groupes de tissage groupent plus de 3 000 métiers. Le groupe possède des usines dans la vallée du Rabodeau, à Moussey, Senones et La Petite-Raon, ainsi que dans la vallée de la Moselle, à Rupt-sur-Moselle où travaillent 450 personnes en 1935, et au Haut-du-Them, en Haute-Saône. Les ouvriers y sont très peu syndicalisés. Le groupe emploie alors plus de 2 000 personnes. Il célèbre en 1937 le centenaire de l'usine du Pont-de-Lette à Rupt-sur-Moselle, soulignant qu'elle n'a pas été touchée par les grèves de 1936, déplorant le « virus politique » qui empêche l'union et souhaitant des réformes sociales, contrairement à celles de la vallée du Rabodeau.
Le groupe, constitué autour de la société en nom collectif Charles Laederich fils et Cie, de la société anonyme des Ets Laederich, fondée en 1924, et du Comptoir industriel cotonnier, est alors l'un des quatre plus importants groupes textiles dans les Vosges dans les années 1930. Un système de participations croisées et un petit nombre d'associés et d'actionnaires apparentés assurent le contrôle familial du groupe. Sa mère préside ainsi le conseil d'administration des Ets Laederich dans les années 1930. Georges Laederich est administrateur-délégué et ses deux beaux-frères sont administrateurs. Il siège au conseil du CIC aux côtés de sa mère et de ses deux sœurs. Le capital de cette société s'élève en 1935 à 5 millions de francs, détenu par Charles Laederich fils et Cie et par les Ets Laederich.
Durant la Seconde Guerre mondiale, le capital des Ets Laederich s'élève à 30 millions de francs, divisé en 6000 actions de 5 000 francs et la société présente un bilan comptable au 31 décembre 1941 s'élevant à 206 248 609 francs. Laederich est alors président-directeur général (PDG) de la firme, une fonction créée par le régime de Vichy. Dans les années 1950, le capital de l'entreprise s'élève à 350 000 000 francs, divisé en 35 000 actions de 10 000 francs, puis à 600 millions de francs. En 1960, il s'élève à six millions de nouveaux francs.
Georges Laederich est un patron paternaliste, à l'instar de son père. Ainsi, à Rupt-sur-Moselle, les ouvriers bénéficient de logements (45 maisons pour 162 logements en 1935 appartiennent à la société), d'une crèche tenue par des religieuses, d'un ouvroir, d'une salle de théâtre, d'un terrain de sports, d'un jardin d'enfants, de l'éclairage électrique gratuit pour leurs logements et de la vente à bas prix de produits alimentaires. En 1933, Georges Laederich fonde le « prix René Laederich », destiné à une « famille française méritante ». Son comité comprend le maire de la commune, le curé, le directeur de l'usine et deux membres de la famille Laederich. Son épouse distribue des jouets chaque Noël aux enfants du personnel de ses usines. Il remet en 1934, comme chaque année, un livret de caisse d'épargne de 50 francs à chacun des enfants lauréats du certificat d'études primaires, à Moussey et à La Petite-Raon. Les Ets Laederich disposent encore d'une maternité à Moussey après la Seconde Guerre mondiale.
C’est un homme aux idées novatrices ; il est favorable à l’utilisation des fibres artificielles après la Seconde Guerre mondiale. En 1949, à la suite d’un voyage aux États-Unis, il modernise ses usines. Lorsque la crise du textile s’amorce, il prend conscience de la nécessité de la reconversion de son groupe. Il fonde alors un « département plastique » à Senones, installé au tissage du Breuil en 1952 et transféré à Moussey en 1955, un atelier d’extrusion à Moussey dès 1953, puis, en 1956, une usine spécialisée dans la construction de maisons préfabriquées à La Petite-Raon, appelées « Chalets Laederich ». Mais le textile demeure l'activité dominante.
Son groupe est affaibli par la crise du textile dans les années 1960, liée en partie à la perte des débouchés coloniaux à la suite de la décolonisation ; des ouvriers sont licenciés et plusieurs de ses usines ferment. En 1966, il négocie avec Marcel Boussac, figure nationale du textile, la reprise de ses usines de textile qui frôlaient la faillite. Elles sont absorbées par le groupe Boussac, après un accord entre les deux patrons le 12 mai 1966. Il reste P-DG de la Compagnie industrielle des techniques nouvelles (CIT) qui rassemble les autres activités, reprises après son décès par l'un de ses fils, Christian Laederich (1930-1995). Cette société est mise en règlement judiciaire en 1980.

### Voies de l'influence
Comme son père, Georges Laederich intègre des organismes professionnels. Il est coopté dès 1932 au comité de direction de l'Association cotonnière coloniale. Il remplace son père comme vice-président du Syndicat cotonnier de l'Est. À ce titre, il participe aux négociations avec Marc Rucart, ministre du Front populaire et député radical-socialiste des Vosges, et les syndicats ouvriers lors des grèves qui ont touché les usines du textile des Vosges en septembre 1936. Il assiste aux réunions du comité de l’Union des syndicats patronaux des industries textiles à partir de juillet 1933, en tant que délégué du syndicat cotonnier de l'Est. Il préside ce syndicat à partir d'octobre 1938 et devient de ce fait vice-président du Syndicat général de l'industrie cotonnière ainsi que vice-président de l’Union des syndicats patronaux des industries textiles. Il devient aussi membre du conseil central de l’Union des chambres syndicales des Vosges, fondée en 1938 et qu'il a contribué à constituer en 1937. La fondation de cet organisme s’inscrit dans le mouvement de « revanche patronale », marqué par la transformation de la Confédération générale de la production française dirigée par Duchemin en Confédération générale du patronat français dirigée par Claude-Joseph Gignoux à partir d'octobre 1936. Il est membre correspondant en 1936 et membre titulaire de la Chambre de commerce et d'industrie d'Épinal de décembre 1937 à la Libération en 1944.
Il est membre du club spinalien du Rotary Club, fondé en juin 1933, qui comprend 25 membres en 1939, parmi lesquels Jules Py, directeur de ses usines du Rabodeau, Georges Seynave, DG de la Blanchisserie et teinturerie de Thaon, le brasseur René Lobstein, le papetier Georges Boucher, le négociant Émile Parisot.
Il préside dans la seconde moitié des années 1930 le conseil d'administration de la société possédant et exploitant le Collège de Normandie, où il a été élève. Ce collège a connu des difficultés financières et a failli disparaître ; il a été sauvé par un groupe d'anciens élèves, dont Laederich, qui constituèrent une nouvelle société pour le gérer, en décembre 1934. Son nouveau conseil a fait évoluer cet établissement privé et « on nous a bien vite reproché de (le) chambarder, on nous en a voulu », souligne Laederich en 1938. Le prix de la pension a diminué, car « il nous a semblé que l’évolution des classes sociales exigeait que nous nous missions plus à la portée des familles où la valeur morale est demeurée intacte, mais où les moyens financiers ont diminué ». Le dernier mot indique qu’il ne s’agissait pas d’accueillir des enfants de milieux plus populaires, mais des enfants de milieux bourgeois frappés par la crise des années 1930. « Nous avons introduit le scoutisme, sous la forme des Scouts de France [catholiques] et des Éclaireurs unionistes [protestants], car nous ne voulons pas de formules neutres », note-t-il aussi. Et un poste d’aumônier résidant a été créé. « Nous croyons à la valeur d’un libéralisme sain auquel nous sommes par essence attachés. Mais nous croyons à la valeur des notions morales et par conséquent, nous n’acceptons pas la neutralité religieuse, quelle que soit la religion ». Il s’agit selon Laederich de donner au collège « non pas une allure confessionnelle », mais « une allure plus chrétienne »,. Le collège est dirigé de 1934 à 1940 par Maurice Vaussard, écrivain catholique, collaborateur du quotidien démocrate-chrétien L'Aube puis l'abbé Jeanjean. La guerre met un terme au collège en 1940. Ses locaux seront repris un temps par l'école des Roches après la Seconde Guerre mondiale et le collège devient les Roches de Clères, de 1950 à 1972.
Son influence culmine sous l'Occupation. Le secrétaire d'État à la production industrielle et au travail René Belin le désigne en 1940 membre de la commission consultative du comité d'organisation de la branche de production coton de l'industrie textile. Il est désigné en octobre 1940 par François Lehideux délégué au Commissariat au chômage pour les Vosges. Comme délégué, comme président du Syndicat cotonnier de l'Est et comme industriel, il doit alors gérer les difficultés rencontrées par l'industrie textile (occupation allemande, faiblesse des stocks de matières premières, décrets gouvernementaux obligeant à réduire la production) et par ses salariés (forte réduction du temps de travail, salaires amoindris, obligeant les travailleurs du textile à trouver d'autres emplois, notamment dans des chantiers forestiers mis alors en place pour leur donner du travail). Lehideux, désormais ministre, l'a aussi pressenti à l'automne 1941 pour prendre la tête du comité d'organisation du textile, mais Laederich a refusé. Il le désigne membre de la commission consultative du comité de la branche de production tissage de lin et de coton, un sous-comité du comité général d'organisation (C.O.) du textile. Il accède à la seconde vice-présidence de la Chambre de commerce d'Épinal en 1942, remplaçant à ce poste Paul Bernheim, quincailler spinalien, président de la Fédération des groupements commerciaux et de l’Union des chambres syndicales des Vosges, exclu à la suite du décret pris par le régime de Vichy expulsant les Juifs des chambres consulaires. Sa nomination est officialisée en 1943. À l'échelle nationale, il est choisi par ses pairs et par son président Henri Donon en 1942 pour co-présider l'Union des syndicats patronaux des industries textiles de France (ou Union des industries textiles), la confédération patronale qui rassemble toutes les branches de cette industrie,. En tant que tel, il prend part à Paris à un déjeuner présidé par le secrétaire d'État à la production industrielle Jean Bichelonne pour fêter en 1943 le premier anniversaire de la Revue de l'économie contemporaine d'Achille Dauphin-Meunier.
Il est alors membre de la commission provisoire de la famille professionnelle de la fabrication des tissus et industries similaires, désignée en août 1942 par le ministre du travail Hubert Lagardelle en application de l'article 77 de la Charte du travail du 4 octobre 1941. Il préside cette commission à tour de rôle avec un cadre et un ouvrier puisque c'est un organisme paritaire tripartite, c'est-à-dire rassemblant des patrons, des cadres et des ouvriers. Il y côtoie d'autres patrons comme Jacques Warnier et Marcel Doligez, de l'Office des comités sociaux, Henri Donon, Robert Vandendriesche, Conseiller national comme Laederich, ou Raymond Badin, aux côtés de syndicalistes ouvriers et de cadres. Il préside sa commission patronale et la commission de cet organisme jusqu'en 1944. À ce titre, il est désigné en 1943 membre du Conseil supérieur du travail et président de sa commission des employeurs, qui se nomme le Centre d'information des employeurs. Le ministre Jean Bichelonne préside en février 1944 la première réunion du conseil consultatif de ce Centre d'information ; Laederich lui répond. Il est également désigné par le gouvernement en septembre 1942 membre du Conseil supérieur de l'économie industrielle et commerciale,. Il est également membre du bureau du comité français d'études « Prévention et sécurité » présidé par l'industriel Auguste Detœuf, aux côtés d'autres hommes d'affaires, de professeurs de médecine et d'autres personnalités.
Il abandonne la présidence (ou est démissionné) de l’Union des syndicats patronaux des industries textiles de France en 1944. Il est membre de son bureau après la guerre et l'épuration, de 1953 à 1965, avant d'être désigné président d'honneur. Il préside sa commission de la productivité dans les années 1950. En décembre 1951, il participe à New York à la première conférence tenue entre industriels américains et ouest-européens portant notamment sur la question de la productivité. La délégation française est menée par le président du CNPF, Georges Villiers. Il y côtoie d'autres patrons. Dans les Vosges, il préside le groupement professionnel de l'industrie textile, fondé dans les années 1950. Il discute en tant que tel de la question de l'avenir du textile avec les dirigeants nationaux et départementaux des autres organisations professionnelles du textile, avec des élus vosgiens et avec des syndicalistes.
Georges Laederich a également été administrateur de plusieurs autres sociétés, avec pour deux d'entre elles une interruption de quelques années, à la Libération, du fait de l'épuration, de son arrestation en 1945 et de sa condamnation en 1946 en raison de son engagement pétainiste : l’Union financière d’Extrême-Orient, de 1929 à 1944, la Société alsacienne de constructions mécaniques, de 1935 à 1944, puis à nouveau à partir des années 1950, la Compagnie générale de constructions de locomotives, constituée en 1917, la Société Générale des Eaux minérales de Vittel (SGEMV), de 1942 à 1944, sous la direction de Jean Bouloumié, puis de 1952 à son décès, sous la direction de Germaine Bouloumié. En février 1942, il est l'un des administrateurs originels d'une société anonyme fondée à Casablanca au Maroc avec un autre industriel du textile de la Haute-Saône, Georges Risler, et un négociant établi au Maroc, la Société marocaine d'importation et d'exportation Risler, spécialisée dans l'importation et l'exportation de tissus. Il administre aussi après la Seconde Guerre mondiale les Établissements Badin et fils, une entreprise familiale du textile (filatures et tissages de coton, de lin et de jute) de Haute-Normandie, installée notamment à Barentin, fondée par Auguste Badin et dirigée par Raymond Badin (1901-1980), qui a succédé à son père Georges. Raymond Badin est un ancien du collège de Normandie comme Laederich (1911-1919) et il a présidé l'association des anciens élèves. Laederich est enfin administrateur de la Télémécanique, à partir de 1953. Et la Télémécanique et la SGEMV bénéficient des Trente Glorieuses, contrairement aux entreprises du textile et à la SACM qui connaît une crise dans les années 1960 et est absorbée par une autre firme en 1965.

### Vie mondaine, art et sport
Dans l'entre-deux-guerres, les événements familiaux sont annoncés dans les colonnes de quotidiens parisiens, Le Gaulois, Le Journal des débats, Le Temps et le Figaro : fiançailles, mariages, naissances et décès. Dans celles du Figaro après la Seconde Guerre mondiale. Georges Laederich a assisté à Paris à des obsèques de personnalités du monde des affaires, celles du régent William d'Eichthal en 1934 par exemple : s’y croisèrent la plupart des familles de la HSP, des banquiers, et des grands noms de l’industrie. Une de ses filles, Dominique, est demoiselle d'honneur aux côtés d’autres jeunes filles de la HSP (Neuflize, Mallet) lors du mariage d’un autre fils du baron Adrien de Turckheim en 1936 à Paris. Les journaux parisiens signalent aussi les séjours de Georges Laederich à Paris, à Épinal et à Moussey, et ses villégiatures également. À Megève, la station de Haute-Savoie lancée par les Rothschild dans les années 1920, en été à Sainte-Maxime, dans le Var, où il possède une villa, placée sous séquestre en juin 1945, avant son procès pour collaboration. Il fréquente aussi la station thermale de Vittel, où il séjourne avec son épouse à l’Ermitage durant la saison, depuis au moins 1933. Ils furent conviés aux « élégants déjeuners » de Jean Bouloumié et de sa sœur Germaine Bouloumié, donnés dans leurs propriétés de Géromoy et d’Haréloup. Georges Laederich a intégré en 1935 le comité de la société organisant le concours hippique de Vittel présidée par Jules Perrigot aux côtés de Bouloumié. En 1938, c’est son épouse qui remit la coupe des Vosges de polo.
Laederich possède des tableaux de valeur. Il a acheté aux galeristes parisiens Bernheim et Rosenberg plusieurs tableaux de Gustave Courbet, à partir des années 1920. Il a possédé au moins quatre Courbet, dont le « portrait d’Éléonor Régis Courbet » de 1844, le « portrait de Jo, la belle Irlandaise » de 1865, et le tableau « Après l’orage, marine » de 1872 (appelé aussi « la plage déserte »). Il a prêté certains de ces tableaux pour des expositions dans les années 1950 et 1960, par exemple à Venise pour la Biennale en 1954 ou à Philadelphie et à Boston en 1959. Il a acheté également un tableau de Camille Pissarro, en 1955 semble-t-il.
C'est aussi un homme qui s'intéresse au sport. Il s'intéresse au hippisme, préside un temps la commission sportive de l'Automobile-club des Vosges (ACV), est vice-président de cet ACV dans les années 1920. Il préside aussi la société sportive du tennis-club d'Épinal au cours de la même période. Il préside l'Athletic club spinalien (ACS). S'il démissionne de sa fonction de président, en 1935, il devient président honoraire et demeure le mécène de ce club qui comprend une section de football, une section de natation, une section d'éducation physique, une section d'équitation, une section de cross et une section féminine. Il préside des clubs de football dans les localités où se situent ses usines et offre également un tournoi régional de football qui porte son nom (le « challenge Laederich ») pour des équipes de minimes. Le challenge Laederich fonctionne jusqu'en 1942 au moins. La « coupe Laederich » est attribuée à un tournoi destiné aux juniors après la guerre. Il contribue à la fusion de l'ACS et d'un autre club spinalien en 1941, ce qui donne naissance au Stade athlétique spinalien. Il organise sous l'Occupation un challenge d'escrime portant son nom.

## Ancien combattant des deux guerres mondiales
Durant la Première Guerre mondiale, Laederich s'est engagé volontairement en 1916, à 18 ans. Il suit les pas du frère de son père, Charles Roger, qui s'était engagé en 1914, à 54 ans, par patriotisme ; ce diplomate de carrière, lieutenant d'artillerie de réserve, est mort au front en 29 novembre 1914. Georges Laederich hérite d'une partie de ses biens. Il sert comme son oncle dans l'artillerie. Il est affecté au 259e régiment d'artillerie de campagne (RAC) de décembre 1917 à mars 1918, dans les Vosges, puis il rejoint l’école militaire d’artillerie de Fontainebleau. Il regagne le front en août, au 129e RAC, sert en Champagne et dans les Ardennes jusqu’à l’armistice. Il reçoit la croix de guerre. Lieutenant en 1924 puis capitaine de réserve en décembre 1937, il préside la section du canton de Senones des officiers de réserve.
Cet ancien combattant préside également l'association des anciens combattants de Moussey. Il est aussi président d'honneur de la section de l'Union nationale des combattants (UNC) du Haut-du-Them où existe une usine du groupe familial ; il lui offre son drapeau en 1924. Son père et lui accueillent le maréchal Hubert Lyautey en 1927 pour l'inauguration du monument aux morts de Moussey, aux côtés de Maurice Flayelle et du comte d'Alsace, sénateurs, des députés Marcel Arnould - président de la Fédération vosgienne des anciens combattants - et Constant Verlot, du préfet et du sous-préfet. Son discours patriotique, en tant que président des anciens combattants, célèbre la gloire des poilus et s'inquiète d'une victoire sacrifiée :

« Notre belle victoire, où est-elle ? (...) Le sacrifice de 1 500 000 Français serait-il vain et nos enfants reverront-ils la guerre, cette guerre que nous espérions tant avoir tué en brisant le boche ? Notre pays au lieu d'être un pays fort devient à nouveau la proie que nos voisins se reprennent à convoiter (...) Après avoir laissé dire, sans protester, que nous avions une part de responsabilité dans le déclenchement de la guerre, on veut maintenant fraterniser à tout prix avec les ennemis d'hier (...). »

Son père René Laederich fait alors pourtant partie depuis sa fondation en mai 1926 du comité français du Comité franco-allemand d'information et de documentation, initié notamment par l'industriel luxembourgeois Émile Mayrisch avec l'appui de Jacques Seydoux et de Pierre Viénot.
Georges Laederich a participé à d'autres cérémonies d'anciens combattants, comme l'inauguration du monument de la bataille de la trouée de Charmes en 1934 ou la commémoration de la bataille de la Chipotte en 1936 ou 1938. En tant que président des anciens combattants de Moussey, il siège alors au conseil d'administration de la Légion vosgienne, la principale fédération des anciens combattants vosgiens, née en 1927 de la fusion des associations vosgiennes de l'Union nationale des combattants (UNC) et de l'Union fédérale des associations françaises de mutilés, réformés, anciens combattants (UF).

Au moment de la crise des Sudètes, il est mobilisé du 24 septembre 1938 au 10 octobre, comme capitaine adjoint du colonel commandant le 166e régiment d'artillerie de position (RAP). Il a ensuite été mobilisé de septembre 1939 à juin 1940 comme capitaine à l’état-major du 166e RAP. Il aurait pu échapper à cette mobilisation, étant père d'une famille nombreuse. Dans un texte de 1941, il écrit : 

« J’ai fait deux guerres. L’une, très jeune, comme engagé volontaire. L’autre, à 41 ans, et alors qu’en raison de mes six puis sept enfants et de ma position industrielle, j’aurais pu rester dans mes foyers. Je n’ai pas voulu qu’on puisse me dire un jour que mon antibellicisme était à base de couardise. D’autre part, je n’ai pas voulu, vis-à-vis de mes ouvriers et des industriels vosgiens, avoir l’air de profiter de ma situation pour rester chez moi ou dans un service à l’arrière. Enfin, c’est de l’avant qu’il était intéressant de suivre l’évolution des esprits . »

## Patron engagé en politique, dans la mouvance «nationale»

### Entre-deux-guerres

#### Des années 1920 à 1936
Georges Laederich est vice-président à 29 ans de la fédération vosgienne de la Fédération républicaine lors de sa constitution en février 1927. Il a mis en place cette fédération avec un autre industriel cotonnier, plus âgé, Daniel Geistodt-Kiener (1881-1965), administrateur-délégué de la SA des tissus de Golbey, également vice-président de cette fédération vosgienne. Elle est animée jusqu'en 1930 par Louis Guillon. Le président de ce parti de droite, Louis Marin, député de Nancy, les récompense en les faisant nommer membres du Conseil national du parti. Laederich assiste ainsi à son congrès national en 1931. Il prend part aussi, comme Geistodt-Kiener, au jubilé parlementaire de Louis Marin, fêté à Nancy en décembre 1930.

Louis Marin le fait entrer aussi en décembre 1927 au conseil d'administration de la société La Presse de l'Est, qui édite à Nancy le quotidien catholique et conservateur L'Éclair de l'Est et à Épinal son édition vosgienne, Le Télégramme des Vosges,. Ils siègent à ce conseil aux côtés d'Édouard de Warren, président du conseil d'administration et député de Nancy, de Jules Dassonville, dirigeant du groupe de presse catholique de La Presse régionale, de François de Wendel, des frères Eugène et Adrien de Turckheim, à qui il est apparenté, et de Marcel Paul qui dirige alors les Fonderies et Hauts-fourneaux de Pont-à-Mousson. Warren et Marin ont fait entrer au conseil Laederich et Turckheim parce qu'ils sont protestants, car, comme l'écrit Edouard de Warren, « cela équilibrerait » face à des notables catholiques dont Edouard de Warren se méfie. Il fait partie d'un comité de direction restreint avec Warren, le directeur et le sous-directeur du journal, Adrien de Turckheim et Daniel Geistodt-Kiener. Les industriels vosgiens qu'il représente avec Geistodt-Kiener n'ont pas le même poids que La Presse régionale, Louis Marin ou François de Wendel, qui comble les déficits du journal. En témoigne sa lettre à Jules Dassonville en 1933 : 

« Nous avons examiné, M. Geistodt et moi, ce que nous pouvions faire de notre côté. La conclusion a été que nous ne pouvions rien demander dans les Vosges où la situation est de nouveau en train d'empirer. Tant que la Meurthe-et-Moselle n'aura pas fait un effort proportionné à sa puissance économique et à ses possibilités, nous ne pourrons décemment pas demander d'argent à nos amis, d'autant plus que, quoi qu'on dise et quoi qu'on fasse, le Télégramme est toujours le parent pauvre de l'organisation de la Presse de l'Est. »

Dans les Vosges, il s'occupe du financement des candidats de la Fédération républicaine aux élections. C'est ce qu'il affirme lors de son procès en 1946 : « Ce n’est guère qu’à partir de cette époque qu’au cours de différentes élections législatives, un certain nombre de mes amis nationaux m’ont demandé de m’occuper de l’organisation de ces élections, et notamment des collectes de fonds nécessaires ». Soulignant les limites de son action : « À cette époque-là (…), les milieux dits nationaux avaient la fâcheuse habitude de ne s’occuper des élections qu’un mois avant qu’elles aient lieu. Par conséquent, les activités qu’on pouvait déployer pendant ce mois ne suffisaient pas, parce qu’il fallait créer de toutes pièces quelque chose qui disparaissait au lendemain même de l’élection ». Une correspondance échangée en 1928 entre Laederich et Louis Madelin, Académicien et député de la Fédération républicaine depuis 1924 et qui s’est représenté en vain à Mirecourt, confirme son rôle. Laederich n'y hésite pas à rabrouer Madelin à l'issue des élections : 

« Notre comité a mis à votre disposition des fonds dont nous disposions ou que nous avions la possibilité de recueillir mais il n’a jamais été convenu 1 – que nous nous occuperions du règlement des dépenses pour lesquelles vous ne nous avez d’ailleurs jamais consultés. M. Laberte [agent électoral de Madelin] et moi sommes au moins aussi occupés que vous-même et c’est en somme de votre élection qu’il s’agissait, c’est-à-dire de quelque chose vous concernant beaucoup plus que nous. J’ajoute que nous avons bien voulu nous charger de recueillir les fonds, ce qui représente une large dépense de temps, sans qu’il soit jamais question pour nous d’assumer un travail matériel qui vous incombe d’autant plus que vous seul savez exactement ce qui a été fait, 2 – que vous n’auriez à vous occuper en rien de questions d’argent concernant votre élection. M. Laberte a simplement accepté de vous représenter au sein de notre comité. C’est ainsi que les choses ont été comprises par vos collègues. (…). Vous dépassez de beaucoup les sommes dépensées par vos collègues, et il faut aussi que nous songions à eux, d’autant plus que la situation matérielle de certains d’entre eux est critique. »

Il se présente à 31 ans aux élections municipales de 1929 à Épinal, sans succès. Il figure sur une liste de droite menée par le notaire René Brouaux, à la 16e place. Cette liste sur laquelle figurent quelques conseillers municipaux sortants et dissidents s'oppose à une liste « de concentration républicaine » menée par le maire sortant et sur laquelle figurent des radicaux-socialistes, en butte à l'hostilité de Laederich et de ses colistiers. Elle est appuyée par Le Télégramme des Vosges et combattue par un autre quotidien, L'Express de l'Est, que contrôle alors un autre industriel protestant du textile, Paul Lederlin. Le 5 mai, la liste du maire sortant est élue presque à l’unanimité au premier tour. L'Express de l'Est s'empare d'un incident ayant eu lieu dans la nuit précédant ce premier tour et qui a donné lieu à un procès-verbal dressé par une patrouille de policiers. Laederich et Henri Maire, le nouveau rédacteur en chef du Télégramme des Vosges, ont arraché à plusieurs reprises des affiches qui venaient d’être collées sur les leurs par deux de leurs adversaires, l’avocat Henry Najean, conseiller municipal sortant, et le secrétaire de rédaction de L’Express de l’Est, ancien condisciple de Laederich au collège d'Épinal. Ce dernier décrit l’épisode dans les colonnes de L’Express de l’Est, dans un article intitulé « Lettre ouverte à M. Georges Laederich ». Son article ironique évoque « (ses) mains aristocratiques arrachant les affiches de nos amis » et la « limousine » de Laederich qui convoyait Maire et ses amis, dont le secrétaire local des Jeunesses patriotes. Maire y répond par des attaques contre « les millions de Lederlin » et les « luxueuses limousines » de certains candidats. L’Express de l’Est moque aussi Laederich qui prétendait « avoir la mairie d’Épinal puis un siège de député pour se lancer dans la politique » (or il ne menait pas la liste). Il s’en prend aussi à lui sur un autre registre, celui de l’argent, évoquant le « riche, bel et jeune industriel âme de la liste Brouaux et payeur de cette liste », « Sa majesté Laederich fils en qualité de chef financier de la liste Brouaux ». Ce journal dénonce également le « concours peu reluisant des Jeunesses patriotes ».

Brouaux préside alors un groupement dénommé l’Entente républicaine et sociale d’Épinal, qui fonde dans cette ville un « cercle républicain national », dans un local situé rue des Petites-boucheries. Il préside ce cercle et est entouré de deux vice-présidents, Charles-Edouard Poignon et Léon Fresse, anciens conseillers municipaux, battus en 1929, d’un secrétaire général, Marcel Couchoux (également ancien de la liste Brouaux), et d’un trésorier, qui n’est autre que Georges Laederich. Ce cercle est inauguré en avril 1930, avec comme invité le sénateur et ancien ministre Léon Bérard, vice-président de l’Alliance démocratique. Sont présents des maires, des conseillers municipaux, des conseillers généraux, le président de la Fédération des catholiques vosgiens, des industriels comme Geistodt-Kiener et Jules Perrigot, président de la Chambre de commerce d’Épinal, et des parlementaires vosgiens : les sénateurs Maurice Flayelle et Adrien Richard, les députés modérés Camille Amet, André Barbier et Constant Verlot. Comme Flayelle l’indique dans son discours, il s’agit de « barrer la route au cartel des gauches ». Bérard affirmant aussi que la « concentration » (c’est-à-dire l’alliance entre les modérés du centre et de la droite et les radicaux) « a été rendue impossible par le parti radical-socialiste ». Ce cercle accueille quelques mois plus tard Paul Reynaud, alors ministre des finances. Un écho d'un hebdomadaire parisien affirme en 1932 que la droite cherche un candidat à Épinal contre le sortant Marc Rucart pour les législatives et prête à Laederich un rôle majeur : 

« M. Georges Laederich, fils du régent récemment décédé, va remplir l’escarcelle du cercle national et social du chef-lieu des Vosges. (…) Encore fallait-il découvrir une personne suffisamment reluisante pour tenter l’aventure avec le maximum de chance. Georges Laederich a deux mois durant remué ciel et terre sans rien découvrir. Il s’est enfin rappelé que le département avait à la Faculté de médecine de Paris un professeur qui jouit d’une certaine notoriété : le docteur Champy. »

Christian Champy s'est en effet présenté contre Rucart, sans succès.
L’Entente républicaine et sociale d’Épinal se transforme en Centre vosgien d'action républicaine, sociale et agraire d'Épinal, lors de son assemblée générale du 30 novembre 1933. Laederich est membre de son comité. Ce Centre est présidé par Henri Maire, futur candidat sans succès aux élections législatives de 1936 contre le sortant radical-socialiste, Marc Rucart. C'est une structure politique où voisinent des modérés, des membres de la Fédération républicaine, des membres des Ligues d'extrême droite, les Jeunesses patriotes (JP) surtout. Laederich est alors proche des JP. Il a assisté en 1931 à Remiremont, avec Brouaux, à un meeting des JP, avec comme orateur Émile Bergeron, cadre parisien des JP et du Centre de propagande des républicains nationaux, dénonçant les francs-maçons. Il est venu écouter ce même orateur discourir une nouvelle fois contre la franc-maçonnerie en 1934 à Raon-l'Étape. Laederich a financé les JP selon un témoignage ultérieur de Bergeron : « J’ai connu M. Laederich aux environs de 1930 à l’occasion de réunions ou de manifestations organisées par le groupement des Jeunesses patriotes dont j’étais membre et pour lequel je m’occupais de la propagande tandis que M. Laederich aidait financièrement ce mouvement ».
Le Centre vosgien invite en 1934 le député Philippe Henriot à tenir une conférence contradictoire à Épinal, qui fut tumultueuse et à laquelle Laederich assiste à la tribune. La même année, Maire et Laederich président un meeting du dirigeant national des Jeunesses patriotes, Pierre Taittinger, à Épinal.
Laederich donne un exposé sur la situation de l'industrie cotonnière française lors de l'assemblée générale du Centre, présidée par Flayelle, en juin 1935. Il souligne que les industriels de Normandie, de Roubaix et de Tourcoing demandent le concours de l'État, contrairement à ceux de Lille et à ceux de l'Est, hostiles à l'intrusion de l'État : tout appel à l'État est « un danger » puisque l'État est ingouvernable du fait des méthodes parlementaires et parce que les parlementaires votent des lois en pensant d'abord à leur réélection. Il préconise le retour au « jeu normal des lois économiques », ainsi que la « préférence impériale ». De 400 membres, le Centre serait passé à 2 000. Le Centre se dote en octobre 1935 d’un périodique bimensuel, L’Action républicaine des Vosges, afin de préparer les élections de 1936.
Laederich s'intéresse aux Croix-de-Feu à partir de 1934, de concert avec Jean Bouloumié, et cherche à développer ce groupement dans les Vosges. Il préside la section du canton de Senones, fondée en 1936, et tient des réunions de propagande dans ce canton en mars 1936, avec trois dirigeants nancéiens de la ligue, dont le chef régional, Raoul Nanty. Il met au service de cette ligue l'harmonie des Ets Laederich pour un défilé patriotique en 1935 et une salle en mars 1936 à Épinal pour une réunion de propagande accueillant le chef national de la ligue, François de La Rocque. Selon la presse syndicale, il pousse ses ouvriers à adhérer à ce groupement. Il célèbre en 1935 dans un discours les qualités d'un de ses ouvriers décédés, membre des Croix de Feu : « (il avait senti) ce qu'il y avait de juste, de fort, de vrai dans ce groupement de bonnes volontés qui n'ont qu'une idée : servir la France en écartant ce qui divise, en rapprochant les hommes par le rapprochement des âmes, en forgeant un nouveau cœur à la France, mais avec tous les matériaux légués par nos ancêtres ». Le directeur général des Établissements Laederich de la vallée du Rabodeau, Jules Py, conseiller général du canton de Senones de 1931 à 1937 et maire de Moussey, lieutenant-colonel de réserve, est également un Croix de Feu influent et actif depuis 1934.
En novembre 1935, Laederich intervient pour faire libérer deux militants de l'Action française, emmenés au poste à la suite d'une bagarre avec des militants de gauche, à l'occasion de la venue à Épinal d'Eugène Frot, ancien ministre de l'intérieur au moment de l'émeute parisienne du 6 février 1934. Les « nationaux » vosgiens, des Croix de Feu aux Jeunesses patriotes et à la Solidarité française, du Centre vosgien à l'Action française, se sont mobilisés contre la venue de Frot et se sont rassemblés ensuite au cercle républicain national. Il est intervenu en compagnie d'un autre de ses directeurs, Louis Jeanmaire, président de la section spinalienne de l'AF depuis décembre 1933 et (futur ?) président du groupe des Vosges de l'association Sully (groupement de protestants royalistes d'AF). Louis Jeanmaire (1891-1987), ingénieur, a été engagé par son père en 1927. Il a épousé en 1931 une des sœurs de l'épouse de Laederich,.
En 1935, il fait un voyage d'étude dans l'Italie fasciste avec d'autres industriels menés par Ernest Mercier . Deux mois plus tard, François de Wendel l'invite à un déjeuner dans l'un de ses domiciles en Lorraine, avec d'autres industriels et personnalités, pour honorer une délégation d'industriels italiens menés par le comte Volpi, ministre d'État.

#### 1936-1940
Après la victoire du Front populaire, il reste proche des mouvements « nationaux », de la Fédération républicaine et du Rassemblement national lorrain. En 1938, ce protestant offre le hangar des Ets Laederich à Épinal pour la tenue de l'assemblée générale du congrès des catholiques vosgiens et y assiste, aux côtés de clercs, de parlementaires et de notables catholiques.
Il est contacté en octobre 1936 par le secrétaire général d'une association politique parisienne, Lucien Souchon. Cette association est le « Rassemblement national pour la reconstruction de la France », fondé en février 1936. Il rencontre Souchon à Paris, s'abonne aux Cahiers publiés par son association, qu'il distribue un temps à son personnel, et contribue au financement du groupement, aux côtés d'autres patrons comme Georges Brabant, du Nord, Bernard du Perron de Revel, des raffineries de sucre Saint-Louis de Marseille, et Marcel Doligez, patron d'une entreprise du textile de Tarare dans le Rhône, les Ets Champier, à partir de 1937, après une rencontre avec le général Maxime Weygand, membre du comité directeur du Rassemblement. La contribution de Laederich est fixée à 30 000 francs.
S'il se montre plus discret publiquement, son action politique est en revanche encore plus active, à travers une officine patronale anticommuniste, la Société lorraine d'étude et d'expansion économique (SLEEE), fondée à Nancy en avril 1937, dont il est le principal fondateur avec l'industriel du sel Jean Payelle et dont il anime l'annexe vosgienne. Parmi les fondateurs de la SLEEE figurent les Vosgiens Jean Bouloumié, Émile Parisot, négociant, et Emmanuel Geisler, papetier à Raon-l'Étape et dirigeant du journal local Le Messager vosgien, dont Laederich est actionnaire. Des patrons de Meurthe-et-Moselle, dont le minotier Louis Vilgrain (frère d'Ernest Vilgrain), le verrier Paul Daum, Charles Masson, président de l’Union des chambres syndicales de l’Est, Charles Friedel, de Berger-Levrault, vice-président délégué de cette dernière Union et trésorier de la Fédération des associations régionales (FAR, branche de la Confédération générale du patronat français), l'industriel du textile Georges Prêcheur ou Jean Payelle, de la Société des Salines de Rosières-Varangéville, son principal animateur dans ce département. Figurent aussi un industriel meusien, André Lion, administrateur des papeteries Claudel, et un patron haut-marnais, Pierre Chatel, des fonderies de Bayard, près de Saint-Dizier.
La fondation de la SLEEE n'est pas une initiative isolée. Elle imite des sociétés semblables, à Montbéliard (le Centre d'études économiques et sociales de Franche-Comté, fondé par Jean-Pierre Peugeot) ou à Lyon (SA pour le commerce et l'industrie ou Centrale industrielle et commerciale/CIC, fondée en septembre 1936). Laederich n'est pas seulement en relation avec des patrons lorrains. Il entretient des relations avec des patrons d'autres régions, afin de se concerter et de mutualiser leurs efforts : avec le Lyonnais Georges Roque, de Souchon-Neuvesel, des « amis parisiens », par l'intermédiaire de Philippe Domergue, directeur du périodique La Réforme économique et directeur-adjoint de l'Association de l'industrie et de l'agriculture françaises, le Marseillais Bernard de Revel, Marcel Doligez, animateur de la CIC, l'Alsacien Roger Ruillier (directeur de la SA d'industrie cotonnière à Mulhouse), qui est son équivalent dans le Haut-Rhin, Georges Brabant, du Nord.

Cette officine établit des listes d'électeurs, qu'elle cherche à identifier, est en relation avec les élus et les candidats aux élections, tel Marcel Deschaseaux, élu député en 1939, finance des journaux comme L'Éclair de l'Est ou des petits périodiques d'arrondissement comme La Plaine des Vosges, ou encore un syndicat hostile à la CGT, la Confédération générale ouvrière (CGO) de Robert Lespagnol et Albert Crémieux, ainsi que des partis de droite comme le Parti social français (PSF) et le Parti populaire français (PPF). Ainsi, Laederich écrit à Payelle en février 1939 à propos du financement du PPF : 

« Sur la demande de certains de nos adhérents, nous avons décidé de ne pas réduire notre contribution à une œuvre dont s’occupait M. Pucheu, à condition que la totalité de notre versement soit réservée à l’activité de cette œuvre dans les Vosges, alors qu’auparavant une certaine somme allait au budget général. »

 Ce qui confirme, si besoin était, le rôle d'intermédiaire financier joué par Pierre Pucheu jusqu'en 1938 et le fait qu'une partie du patronat français s'est organisée pour défendre ses intérêts et lutter contre ses adversaires, à différentes échelles. La SLEEE publie en 1938-1939 un hebdomadaire, La Voix des Vosges, organe de défense républicaine et d'action antimarxiste, encarté dans les périodiques de droite paraissant dans ce département. Il est dirigé par Louis Leroux. Elle emploie des militants comme Maurice François-Brajon.

Laederich adhère en mars 1936 au Centre d’action et de propagande nationale à l’école, dirigé par le général René Madelin, qui publie un périodique, L’Instituteur national. Un an plus tard, il vient dans les bureaux parisiens de cette association pour avoir des renseignements sur les instituteurs vosgiens. Madelin lui fait savoir que sur 1 216 instituteurs vosgiens, 300 peuvent être considérés comme « nettement nationaux ». Il lui fait surtout connaître son projet de dresser en face du « syndicat rouge » (le Syndicat national des instituteurs) un « groupement puissant d’instituteurs patriotes et antimarxistes ». Il souhaite donc bénéficier du « concours le plus large possible » de Laederich. La SLEEE décide, le mois suivant, de faire abonner tous les instituteurs vosgiens à L’Instituteur national. En juillet, un délégué du groupement est envoyé dans les Vosges pour provoquer la constitution d’une association de professeurs et d’instituteurs qui serait rattachée à la Fédération des groupements professionnels d’instituteurs, de Marcel Sivé. En 1938, Laederich supprime toute subvention au groupement de Madelin, estimant qu'il est inefficace, et cherche conseil auprès du général Weygand. En juillet, il prend contact avec l'instituteur Serge Jeanneret, fondateur du périodique L’École française et animateur avec son frère René de l’Union corporative des instituteurs. Son périodique est envoyé à des instituteurs vosgiens mais très peu s'y abonnent. Laederich, dans le même temps, doit arbitrer entre d'une part un nouveau groupement fondé en décembre 1938 et issu du Rassemblement national, soutenu par Lucien Souchon et Weygand, l’Association des Amis de l’école française, rebaptisée en 1939 Les Amis de l’Éducation française, financée par Georges Brabant, et d'autre part le groupement L’Alerte d'Émile Bergeron, sous-titré « Centre de défense et d’action nationale contre l’école unique » et fondé en 1935, que financent Laederich et la SLEEE. Souchon réclame son appui et dénigre Bergeron mais Laederich choisit de continuer à financer Bergeron. Il écrit à Souchon : 

« Par notre ami Domergue, j’avais demandé une prise de contact entre votre organisation et M. Bergeron qui mène (…) une campagne très vive contre l’étatisation et l’enjuivement (sic) de l’école en France. (…) Ici, nous soutenons Bergeron et nous voudrions que l’on comprenne un peu mieux, tant à Paris que dans les différentes régions, que son action courageuse et ardente doit être soutenue, (…) malgré son indépendance et son (caractère) ombrageux. »

Bergeron, membre comme Souchon de l’Union antimaçonnique de France, tient alors un discours antimaçonnique et antisémite. En janvier 1938, il vitupère le « cabinet essentiellement maçonnique » et le ministre de l’Éducation nationale, Jean Zay, « de race juive, qui n’est pas français et ne s’appelle pas Zay mais Ezus. Et dire que cet homme sans diplôme est à la direction de l’enseignement français. Il a mis en carte les écoliers à partir de l’âge de 11 ans et organise ainsi la soviétisation. (…) Les bureaux des ministères sont infestés de juifs placés là par Léon Blum qui n’a jamais eu de terre française à la semelle de ses souliers ». L’année précédente, Bergeron avait été jusqu’à conseiller ce classique de la littérature antisémite que sont Les Protocoles des Sages de Sion car « toutes les manœuvres lentes de décompositions collectives qui y sont mentionnées, conseillées avec un si grand cynisme, nous les voyons pratiquées au grand jour par notre gouvernement de métèques et de créatures à leur solde ».
Georges Laederich est le commanditaire principal du périodique vosgien de Remiremont L'Industriel vosgien, à partir de 1936, lorsque ce périodique devient un véritable brûlot anticommuniste. À partir de 1937, il est l'un des industriels qui contribuent à financer l'agence de presse Inter-France, fondée par Dominique Sordet et chargée de renforcer la documentation des périodiques de province de droite et de combattre le Front populaire. L'argent du patronat est centralisé par Georges Brabant,,,. Georges Riond, qui a travaillé avec Sordet, cite dans ses mémoires quatre bailleurs de fonds de l’agence, issus du « patronat de province, en bisbille avec les états-majors parisiens, (qui) a décidé de prendre lui-même en main ses opérations de sauvegarde politique » : Jean Fraissinet, « César fougueux » et « patron de combat », Bernard de Revel, « avançant cent idées pour en laisser tomber 99 », Georges Roque, « potentat maussade », et « René (sic) Laederich, magnat lorrain dont l’impulsivité idéologique brouille le jugement ».
En 1937 encore, au nom d'un groupe d'industriels vosgiens, il prend secrètement le contrôle du quotidien vosgien fondé en 1921 par Paul Lederlin, L'Express de l'Est, et contrôlé depuis 1936 par Raymond Patenôtre,. Avec l'Alsacien Roger Ruillier, il discute du financement de journaux parisiens comme le quotidien Le Jour de Léon Bailby ou Le Courrier royal du comte de Paris (Henri d'Orléans).
Il est en relation avec les dirigeants de la Cagoule ou Organisation secrète d'action révolutionnaire nationale, Eugène Deloncle et François Méténier. Ils seraient entrés en contact avec lui par l'intermédiaire de l'Alsacien Paul Dungler, industriel du textile.
Hostile à l'influence de la CGT et du Parti communiste, il refuse alors d'employer dans ses usines des militants de ce parti. Il se plaint ainsi à Marcel Boussac en 1937: « Ruffenach, chef communiste de Moussey, auquel nous ne donnons pas de travail depuis des années (...). Depuis 18 mois, nous avons dans nos propres établissements pu évacuer un très grand nombre d'éléments mauvais et beaucoup d'entre eux ont été engagés chez vous ». Il se fait aussi le porte-parole des patrons vosgiens dans leur lutte contre un projet de la CGT sur l'embauchage qui porte atteinte à l'autorité patronale, à l'appel de la Confédération générale du patronat français. Il préconise la collaboration des classes et s'intéresse en 1937 à la mise en place en Alsace de l'Alliance corporative de l'industrie textile du Haut-Rhin, fondée en réponse aux grèves de 1936. Ce groupement fait collaborer patrons et cadres, placés sur un plan paritaire, et espère à terme pouvoir y intégrer les ouvriers. Laederich vante en 1939 cette expérience précorporative et d'autres expériences similaires telle l’Alliance corporative des industries textiles de Reims de Jacques Warnier, lors d'une conférence donnée à l'occasion de l'assemblée générale de l’Union des chambres syndicales des Vosges; il estime alors que ces expériences peuvent contribuer, par l'intermédiaire des cadres, à rapprocher patrons et ouvriers. Le syndicat cotonnier qu'il dirige a fondé une Alliance corporative du textile des Vosges en 1939.

Son activisme anticommuniste se double au moment de Munich en 1938 d'un activisme pacifiste, qui l'amène à diffuser dans les Vosges une note hostile à l'entrée en guerre de la France pour sauver la Tchécoslovaquie de l'Allemagne d'Hitler, à mettre en garde ses ouvriers contre « le parti de la guerre » et à cesser de financer le petit périodique parisien La Victoire de Gustave Hervé, que le père de Georges Laederich soutenait depuis 1924 ou 1925, car Hervé préconise l'alliance avec l'URSS. C'est que Laederich est convaincu des « dangers du marxisme », abhorre l'Union soviétique qui prône la déchristianisation et déteste Maurice Thorez car il « prend ses ordres de Moscou et entraîne les ouvriers à la grève et la révolution, c'est-à-dire au sabotage de la défense nationale ». Son anticommunisme le conduit à envoyer en 1939 un des agents de la SLEEE, Louis Leroux, à Genève pour assister à la 13e conférence internationale de l'Entente internationale anticommuniste du Suisse Théodore Aubert. Des industriels de son réseau patronal anticommuniste partagent son pacifisme, tel Marcel Doligez, qui lui adresse en 1939 un courrier confirmant une nouvelle fois que ces patrons tentent de coordonner leur action politique : 

« Lors de la réunion du 22 septembre, nous avions admis sur la proposition de Marseille le soutien de l’excellente campagne que le journal L’Action française a entreprise pour barrer la route à ceux qui veulent la guerre. (…) Nous envoyons à Maurras 20 000 francs. Pourriez-vous en faire autant ? J’alerte Marseille par ce même courrier. Notre brave Hervé continue de dérailler. »

 Laederich lui répond : 

« Je ne peux malheureusement rien faire actuellement pour L’Action française car j’ai beaucoup de mal à tenir le coup en raison des circonstances et la région de l’Est ne m’a pas remboursé les avances que j’avais faites l’année dernière pour participer aux engagements que vous aviez pris dans le même sens. Ce n’est que maintenant que je peux songer à organiser la campagne Pétain, étant parti le lendemain de notre dernière réunion chez JPP (Jean Pierre Peugeot). »

 Il justifiera en 1945 son appui à cette campagne par deux arguments : seul Pétain aurait été à la fois en mesure de faire l’union autour de sa personnalité et d’éviter la guerre.

### Patron pétainiste sous l'Occupation, condamné à la Libération

#### Engagements sous l'Occupation
Sous l'Occupation, il est nommé membre du Conseil national de Vichy en janvier 1941. Il a été l'un des secrétaires de sa commission de la réforme municipale et a fait partie de sa commission d'études de l'organisation économique. Son rapport est présenté lors de la venue du maréchal Pétain en novembre 1941 à cette session du conseil. Il est titulaire de la francisque. Il a tenté de former un « Groupe des amis du maréchal » en 1941. Pétain l'a reçu à Vichy en janvier 1942.
Partisan de la politique sociale du régime de Vichy et de sa Révolution nationale, il est proche du Centre des jeunes patrons, fait partie de la commission patronale de l'Office des comités sociaux fondé par Jacques Warnier en 1941 et préside de mai 1942 à 1944 la commission vosgienne de cet office, au sein de laquelle des patrons, des cadres et des ouvriers discutent de questions sociales. Il retrouve à l'OCS Marcel Doligez et rencontre des syndicalistes tel Roger Paul (qui est aussi Conseiller national), à propos des modes de constitution des comités sociaux. Laederich réfléchit à d'autres questions sociales comme la formation professionnelle des apprentis et à la sélection des meilleurs ouvriers, futurs contremaîtres de l'industrie textile. En tant que président de la commission provisoire de la famille professionnelle de la fabrication des tissus et industries similaires, il assiste à l'inauguration du premier comité social local de cette famille professionnelle, prévu par la Charte du travail, en novembre 1943. Au sein des conseils consultatifs professionnels mis en place en 1943-1944 par le régime de Vichy, il s'oppose en 1944 aux projets de Gérard Bardet, principal animateur de ces conseils et porte-parole du nouveau ministre du travail Marcel Déat, notamment au projet de réforme des comités sociaux, qui seraient désormais composés uniquement de salariés et qui pourraient s'intéresser à la gestion économique de l'entreprise. Il refuse également une application étatiste de la Charte du travail,.
Dans les Vosges, la SLEEE est mise en sommeil en 1940. Maurice François-Brajon se plaint en mai 1941 que « la lutte [menée avec la SLEEE] est suspendue ». Lors de son procès en 1946, ce dernier affirmera qu'il a voulu remettre en route la SLEEE, sous le nom des Amis du maréchal, mais que les Allemands s'y sont opposés même si la SLEEE a fonctionné à nouveau en octobre 1941. Elle cesse de fonctionner dans le courant de l'année 1942 et Laederich s'occupe de reclasser ses militants.
Il adhère au MSR d'Eugène Deloncle mais il en démissionne en mars 1941. Il écrit alors à Deloncle : 

« Je reçois (…) une lettre de M. Jean Goy m’indiquant que le RNP m’a nommé adjoint départemental provisoire pour le département des Vosges. Je trouve un peu singulier que votre groupement auquel j’ai adhéré au mois de novembre [en fait septembre 1940] dernier puisse user de mon nom en faveur d’un groupement auquel je n’ai pas adhéré, sans m’en référer au préalable. (…) Cela n’implique nullement que je sois en désaccord avec vous sur la nécessité d’une révolution nationale très profonde et encore moins sur le principe de la collaboration. Nous en avons longuement discuté à diverses reprises et nos vues sont en concordance sur presque tous les points (…). Mais il y a dans le RNP certains hommes que leur passé ne désigne pas particulièrement pour être à la base de cette révolution nationale et que des hommes comme Jean Goy, Déat et vous-même auraient beaucoup mieux fait d’évincer dès la naissance du mouvement. »

Deloncle refusa sa démission, faisant notamment appel à ses « sentiments » qui sont « ceux d’un très ancien de notre mouvement » [Allusion sans doute à la Cagoule]. Pierre Péan, quant à lui présente Laederich,  comme l'un des bailleurs de fonds du MSR, à l'instar d'Eugène Schueller,.
Il contrôle toujours L'Express de l'Est, qui reparait le 3 août 1940, d'abord comme bihebdomadaire puis comme quotidien à partir d'octobre 1940, à l'initiative de son secrétaire de rédaction, Robert Huin. Le journal suit une ligne éditoriale pétainiste puis ouvertement collaborationniste, sous la direction de Huin, qui adhère au Parti populaire français (PPF) en 1942 puis Alfred Jolly, également membre du PPF, à partir du début de l'année 1944. En réponse à une enquête de l’agence Inter-France sur « les journaux devant les problèmes de la collaboration », Louis Leroux, rédacteur en chef puis directeur en 1941 du journal, répond en mars 1941 : « Quant à tous ceux qui sont demeurés fidèles à la politique de Montoire, il leur reste à travailler, malgré toutes les difficultés, pour que l’immense espoir suscité par la rencontre historique entre chef allemand et chef français soit suivi de résultats féconds. (…) (Nous avons le) devoir de guider les esprits tout en ménageant (l’opinion) pour éviter d’aller à l’encontre du but poursuivi ». Le journal cesse de paraître le 12 septembre 1944.
Laederich tente de convaincre ses relations de la nécessité de la collaboration franco-allemande, après la rencontre entre Hitler et Pétain à Montoire en octobre 1940. Par exemple l’armateur marseillais Jean Fraissinet, qui finança aussi Inter-France : 

« Une conversation avec Bernard de Revel à Paris m’a appris que nos amis de Lyon vous avaient indiqué que j’étais d’accord avec eux pour blâmer la position prise par Inter-France au cours de ces derniers mois. Je dois vous dire que je me suis trouvé en parfaite communauté de pensée avec Inter-France et que j’approuve entièrement la voie dans laquelle Sordet l’a engagée. Nous devons ici dans l’Est nous faire violence pour ne pas raisonner au travers de nos sentiments mais au travers de notre raison. En effet, nous assistons à quelques kilomètres de nous à une tragédie épouvantable [allusion à l’Alsace, annexée de facto par le Reich] qui touche nos familles, nos amis, dans leurs biens, dans leur amitié, dans leurs souvenirs. Mais nous avons trop le sentiment que nous avons la possibilité d’être traités de même pour ne pas nous raccrocher désespérément à la seule planche de salut qui est la politique actuelle du maréchal et de Laval. (…) Nous sommes le gage de cette politique de collaboration. Est-ce trop demander qu’on nous considère comme valant quelque concession faites par les sentiments à la raison ? ».

Il a en effet maintenu son appui à l’agence de presse Inter-France, devenue collaborationniste. Il assiste aux « Journées Inter-France » en octobre 1942 à Paris, au palais de Chaillot, aux côtés de ténors de la collaboration, comme Jacques Doriot, Marcel Déat ou Jean Luchaire, de personnalités officielles françaises et allemandes (l’ambassadeur Otto Abetz notamment), de nombreux journalistes, de quelques industriels ou banquiers comme (Eugène Schueller, Georges Brabant, Henri Ardant de la Société générale, Paul Marcel-Cavallier de Pont-à-Mousson, Bernard du Perron de Revel des raffineries de Saint-Louis, Paul Berliet). À cette occasion, Dominique Sordet rend hommage non sans flatterie à sa fidélité et à celle de deux autres industriels, soulignant qu'ils ont maintenu leur engagement depuis 1937, contrairement à d'autres commanditaires : 

« Parmi ces industriels (...), quelques-uns allaient y montrer bientôt une intelligence, un courage, une ouverture d'esprit qu'on n'a pas coutume de rencontrer chez les grands bourgeois qui se prennent de passion pour les affaires publiques. Je ne citerai que trois d'entre eux. C'est à Bernard de Revel, à Georges-René Laederich, à Georges Marignier qu'Inter-France doit ses premiers développements. (...) Ils devaient nous rester fidèles au milieu de toutes les traverses, alors que d'autres, cédant à l'esprit général, lâchèrent pied au moment de Munich, au lendemain de l'armistice, ou pendant les mois troubles qui suivirent le 13 décembre [1940, soit la date de l'éviction de Pierre Laval]. »

De même, Lucien Rebatet le cite dans Je suis partout, dans un article consacré à Dominique Sordet, comme un des hommes qui lui apportèrent les premiers concours matériels, l'autre étant le Marseillais Bernard de Revel. Un exemplaire d’une brochure décrivant le congrès « a été imprimé spécialement pour M. Georges-René Laederich en souvenir des journées Inter-France en hommage à l’ami courageux et fidèle qui depuis six ans partage nos risques et allège notre tâche ». La plaquette contient aussi ces mots de Laederich, datant du 5 août 1941 : « Il faut louer très particulièrement Inter-France qui, dans le chaos des idées, a tenu sans défaillance le flambeau de la vérité et a mis cette vérité à la portée de beaucoup de Français ». Ils figurent aux côtés d'autres petits textes louant l'agence, de directeurs de journaux locaux ou de personnalités comme Fernand de Brinon, Marcel Boucher ou François Piétri. En mai 1943, il voyage aux côtés de Sordet en Allemagne, à Berlin. L'année suivante, Sordet s’adresse à Laederich, pour lui proposer de souscrire à une augmentation du capital de la Société des éditions Inter-France : 

« Je cherche quelques souscripteurs et je m’adresse à vous, cette fois-ci, avec le sentiment que pour la première fois dans l’histoire de nos sentiments amicaux et politiques, je viens vous proposer une participation dans une affaire commercialement viable et même intéressante. »

 Laederich a accepté, faisant souscrire L’Express de l’Est pour 125 000 francs. Avec 25 parts, le journal contrôlé par Laederich est le deuxième plus gros actionnaire. En juin 1945, le fils aîné de Laederich se présente au domicile spinalien de son père, alors occupé par un officier de l’armée américaine. Ce dernier le prend en flagrant délit alors qu’il tente de découper la page de garde d'un livre du colonel Alerme, autre dirigeant d'Inter-France, où apparaît une dédicace à Laederich : « En hommage de tout cœur et en remerciement du constant et cordial effort qu’il n’a cessé d’apporter à Inter-France ».

En 1942, il s'exprime à deux reprises en faveur de la Relève mise en place par Pierre Laval : une de ses déclarations est publiée en août 1942 dans des journaux comme L'Écho de Nancy ou Le Petit Troyen. Le quotidien L'Ouest-Éclair publie une autre déclaration quelques mois plus tard : 

« La plupart des prisonniers ont combattu courageusement: ils portent bien plus que les autres Français le poids des fautes commises par un régime démocratique qui a fait faillite. Dès l'automne 1940 l'idée de cette relève avait germé dans les camps. Il faut en faire une réalité de demain et montrer que nous sommes conscients de la vraie situation dans laquelle se trouve la France. »

En 1942 également, il accepte de dire un mot sur le rapprochement franco-allemand dans Le Lien, périodique lancé par l'éditorialiste de L'Écho de Nancy (ce quotidien remplaçant L'Est républicain est possédé et dirigé par les Allemands et emploie des journalistes français, tel le futur historien André Castelot), Martin de Briey, un militant de la collaboration.
En avril 1943, il assiste à Épinal à une conférence de Georges Claude en faveur de la collaboration. L'Express de l'Est fait alors savoir qu'un comité départemental du groupe Collaboration vient de se former. Il est présidé par l'ancien député Marcel Boucher. Le vice-président est l’abbé Paul Robert, curé de Saint-Michel-sur-Meurthe, conseiller départemental. Le nom de Laederich figure dans ce comité dont sont membres aussi Jean Haffner, directeur général adjoint de la SA textile de Dompaire, André Mathieu, président de l’association vosgienne des Amputés de guerre, le docteur André Jacquot, délégué départemental du RNP, Louis Molia, petit patron et cadre du PPF, Petitjean, industriel du textile à Plainfaing, administrateur des Ets Géliot, et Chédaille, pharmacien à Épinal.
Deux mois plus tard, Laederich accepte de répondre à une enquête menée par L'Express de l'Est, parue le 22 juin 1943. Il s’agissait de répondre à une interview voulue par Robert Huin, qui a posé trois questions à plusieurs personnalités des Vosges à l’occasion de l'anniversaire de l’entrée en guerre de l’Allemagne contre l’URSS : « Que pensez-vous du communisme ? Que pensez-vous de la lutte contre le bolchevisme ? Que pensez-vous de la dissolution du Komintern ? ». Ont répondu plus ou moins brièvement des représentants de Vichy, des personnalités politiques comme Louis Gaillemin et Marcel Boucher, des ecclésiastiques, des dirigeants locaux de mouvements collaborationnistes et quelques rares personnalités du monde économique vosgien. Quant à Laederich, sa réponse est parue ainsi : 

« On dit que : Certains Français souhaiteraient une victoire russe en Europe, Certains Français, qui, d’autre part, ont une nostalgie marquée pour une « Démocratie » dont on sait où elle nous a menés, Certains Français qui sont nettement opposés à un « Etatisme » dont ils craignent l’incompétence envahissante et le fonctionnarisme irresponsable. Ces mêmes Français ont-ils bien conscience que le régime russe est le plus « Etatiste » et le plus « fonctionnarisé » qui existe dans le monde, le régime où le travail est le plus dur et la vie la moins souriante. Sur les classes nivelées dans un malheur commun, sur les hommes devenus, dès le temps de paix, de terribles machines à produire, sur les hommes à qui on a retiré le droit de penser, de croire, d’avoir un espoir individuel, règne en Russie une classe nouvelle, toute puissante, de véritables féodaux, jouissant de larges prérogatives, qui sont les agents actifs d’un panslavisme renouvelé des grands Tsars. Le communisme – article d’exportation russe – sert dans le monde entier d’appui extérieur à ce panslavisme et prépare son expansion par cette dissociation des esprits et des forces morales et spirituelles qu’on appelle l’anarchie. Sur le plan intérieur, lutter contre le communisme, c’est donc lutter contre l’anarchie, source de misères matérielles et morales. Et lutter contre l’anarchie, c’est déjà lutter pour un socialisme vrai, seul capable de rapprocher les hommes et les classes, en leur donnant un sens nouveau et meilleur du respect de la personnalité humaine. Sur le plan extérieur, la lutte contre la Russie revêt le caractère d’un combat de défense contre une tentative d’hégémonie slave et asiate, dont la guerre actuelle, voulue et rendue possible par Staline (sic), devait hâter l’heure. Bien des Français, qui déplorent avec raison l’occupation de notre pays, devraient, avec raison également, méditer un peu sur cet aspect des responsabilités dans le déclenchement de la guerre et en tirer les conclusions qui s’imposent. »

Il assiste à Épinal en 1944 à une conférence donnée par un Allemand célébrant la collaboration, aux côtés des autorités locales et de militants collaborationnistes.
Dans les Vosges, son épouse est directrice des ouvroirs spinaliens du Secours national et l'une des deux déléguées départementales de la Croix-Rouge française, l'autre étant Germaine Bouloumié.
Malgré son appui au régime de Vichy et à la collaboration, il a été brièvement arrêté et détenu par les Allemands, du 4 au 6 août 1941, car ils le soupçonnaient - à raison - d'avoir mis son domicile parisien - un hôtel particulier rue Barbet-de-Jouy -, au service de son cousin, le capitaine Serge Depret-Bixio, du SR Guerre clandestin qui s'en servait comme boîte aux lettres. Il a fait jouer ses relations pour être libéré. D'où les mots publiés par l'agence Inter-France en 1942, issus d'un texte de Laederich daté du 5 août 1941. En outre, le directeur de ses usines de la vallée du Rabodeau, Jules Py, maire de Moussey, a organisé à partir de cette localité une filière d'évasion pour les prisonniers de guerre et les Alsaciens évadés, avec son accord semble-t-il, et a aidé ensuite la résistance locale en 1944. Une résistante, membre d’un réseau d’évasion, prétend que Laederich a eu recours à ses services pour obtenir de faux papiers permettant de faire passer en zone libre des Alsaciens-Lorrains. Selon deux autres témoignages, « ce fut grâce à lui qu’un aviateur britannique, blessé et égaré [en 1944], fut hébergé et put rejoindre l’Angleterre ». Comme beaucoup d'hommes adultes de Moussey et de la vallée du Rabodeau, Jules Py, qui a mis le groupe Laederich au service des maquisards de Moussey et des prisonniers évadés (fabrication de faux papiers, asile) a été arrêté par les Allemands, le 24 septembre 1944, et rendu responsable des actes de résistance commis sur le territoire de sa commune. Il meurt en déportation à Dachau, le 24 janvier 1945. Un des fils de Laederich, François, né en 1925, a été arrêté et déporté dans différents camps, après être passé par le camp du Schirmeck en novembre 1944. Il a été libéré le 11 avril 1945 à Buchenwald.

#### Arrestation et condamnation
Georges Laederich est inquiété à la Libération, accusé par les communistes d’avoir collaboré. L’organe communiste du comité vosgien du Front national, Le Réveil des Vosges, l’accuse d'avoir été en contact avec des émissaires nazis et fascistes dès 1937, et aussi avec la Cagoule. L'ancien déporté et communiste militant André Sester reprend ces accusations dans son ouvrage Résistance et collaboration – aspects vosgiens (1976), ajoutant que Georges Laederich a fait partie du Comité France-Allemagne et du Comité France-Italie et qu'il a subventionné l'agence de presse Inter-France.
Georges Laederich est arrêté en mars 1945 à Paris dans son hôtel particulier de la rue Barbet-de-Jouy et emprisonné, à la prison de Fresnes puis à celle de Nancy.[réf. souhaitée]

Dans un plaidoyer pro domo adressé à Louis Marin en juin 1945, il explique alors que son engagement politique remontant à l’avant-guerre et son anticommunisme lui nuisent principalement : 

« Ce qui me nuit sans doute le plus, c’est l’action politique menée depuis près de 20 ans dans les Vosges et l’espèce de normalisation de cette action entreprise après 1936 pour la rendre plus efficace. Tous les fils aboutissaient à moi dans les Vosges. Ce n’est qu’en 1942 que j’ai pu tout mettre en sommeil et me consacrer à l’Union textile (…). J’ai été et je reste anti-bolcheviste parce que [le communisme] représente à mes yeux le totalitarisme le plus complet. »

En février 1946, son cas est mentionné lorsque la justice s'interroge sur l'éventualité du dessaisissement de son dossier par la Cour de justice d'Épinal au profit de la Cour de justice de la Seine, du fait de ses liens avec l'agence Inter-France. Mais le substitut Pierre Coissac, dans sa réponse au procureur général près la Cour d'appel de Paris, refuse en soulignant qu'il ne peut pas accepter de se saisir de cette affaire car il lui faudrait alors se saisir de toutes les affaires visant les journaux qui ont souscrit des actions ou des abonnements à l'agence.
En juin 1946, plusieurs patrons vosgiens, souvent anciens souscripteurs de la SLEEE, tels Jean Bouloumié ou Victor Tenthorey, président national du Syndicat général de l’industrie cotonnière française, depuis 1938, et président de la Chambre de commerce d’Épinal, s'adressent au garde des sceaux (en l'occurrence Pierre-Henri Teitgen) pour lui signifier « l’émotion qu’a suscitée l’arrestation de Georges Laederich dont ils ont pu pendant nombre d’années apprécier l’activité toujours nationale » et souhaiter qu’il soit mis « fin à sa détention qui en est à son quinzième mois sans action de justice et prive ainsi la reconstruction du pays d’un homme apprécié tant sur le plan de l’entreprise industrielle que sur celui des réalisations sociales ». D'autres patrons plaident en sa faveur, comme le fromager meusien Henri Hutin, ancien actionnaire d'Inter-France en 1938, ou l'industriel de Reims Jacques Warnier, membre du comité de l'Union des industries textiles.
Il est jugé en octobre 1946 à Nancy par la Cour de justice locale, aux côtés de l'ancien directeur de L'Express de l'Est, Louis Leroux. Il est défendu par trois avocats, Pierre Gutton, André Lénard, anciens bâtonniers respectifs de Nancy et Paris, et Willmann. Ses avocats et le président estiment que l'accusation a trop privilégié l'engagement politique de Laederich avant la guerre. Un seul témoin à charge est prévu, le commissaire de la PJ Georges Richier, de Paris, qui a enquêté notamment sur la Cagoule, et sur l'agence Inter-France, alors que la défense fait citer une cinquantaine de témoins, ouvriers et industriels pour la plupart, qui soulignent son engagement social, sa volonté de freiner les départs des ouvriers pour l'Allemagne et de limiter les livraisons de coton aux Allemands. Le commissaire du gouvernement, dans son réquisitoire, reconnaît les services que Laederich a pu fournir mais souligne que ses relations avec des collaborationnistes comme Dominique Sordet ont contribué à son enlisement dans la collaboration,. Il est condamné à deux ans de prison et à l'indignité nationale pour avoir notamment adhéré au Cercle européen à Paris ou au Mouvement social révolutionnaire, subventionné des journaux - 10 000 francs versés au Lien de Martin de Briey par exemple - et partis collaborationnistes.
L'historien Jean Garrigues évoque Laederich dans Les patrons et la politique : 150 ans de liaisons dangereuses et s’interroge  : « (...) un homme comme René (sic) Laederich, patron du textile du Nord (sic), n’a fait aucune affaire avec l’occupant (?), mais il a ouvertement soutenu Vichy, exerçant notamment la présidence du Comité d’organisation du textile [inexact]. À la Libération, il est l’un des rares patrons à proclamer sa fidélité à Pétain, organisant même un Groupe des amis du Maréchal [en 1941, non à la Libération]. Ce partisan du régime de collaboration doit-il être considéré comme un collaborateur ? ».
Les lois d'amnistie de 1951-1953 ont effacé sa condamnation.

### Engagement au sein de cercles patronaux, pétainistes et néolibéraux dans les années 1950 et 1960
La presse communiste le présente au début des années 1950 comme un patron « moins connu en France (que Marcel Boussac) mais haï de ses employés, collaborateur des nazis de la première heure, traitre à la France, condamné - légèrement - pour ses activités sous l'occupation ». Elle affirme aussi que le député des Vosges radical Jacques Ducreux, décédé en 1952 dans un accident et dont la mort a révélé qu'il était un ancien collaborateur qui avait changé de nom, est « l'ami de l'hitlérien Laederich »,.
À partir de 1952, on le trouve dans trois cercles de réflexion patronaux. Il fait partie cette année-là des fondateurs du groupe français d'un club de réflexion transnational, atlantiste, néolibéral et proeuropéen, le Comité européen pour le progrès économique et social (CEPES) ; il en est l'un des deux vice-présidents jusqu'en 1965/66. Son comité français a été fondé et présidé par François Lehideux puis il est présidé par le négociant cotonnier Jean-Edouard Senn, membre comme Laederich du conseil d'administration de la Société alsacienne de constructions mécaniques,. Il y côtoie à ses débuts Jacques Warnier.
En 1952 également, il participe aux discussions qui mènent l'année suivante à la formation du Centre de recherche des chefs d'entreprise (CRC), fondé par le président du Conseil national du patronat français, Georges Villiers, et par Jacques Warnier. Il fait partie des 21 fondateurs de l'association et siège à son comité de direction (mais pas à son bureau). La même année, il participe aux discussions qui débouchent sur la formation en 1954 du Centre d'études politiques et civiques (CEPEC). Il écrit ainsi à Warnier : « Quelques personnes m'ont demandé d'organiser un dîner pour rencontrer le général Maxime Weygand [qui va être le président d'honneur du CEPEC] et pour discuter de l'idée (...) qui consiste en la constitution d'un centre de hautes études politiques et économiques ». Trois autres fondateurs du CEPEC y participent : Alfred Pose, son premier président, Marcel Demonque et Gaston Moyse. Ainsi que d'autres patrons comme Warnier, Serge Scheer, membre du CEPES, Lehideux, Roger Boutteville, vice-président de la SACM - Laederich entre à son conseil d'administration cette année-là - et futur vice-président du CEPES français, Jean Borotra et le minotier Louis Vilgrain, un ancien de la SLEEE. Il en est l'un des vice-présidents en 1954, puis le président de 1958 à son décès. Il est aussi l'un des deux vice-présidents de l'Association pour la meilleure Sécurité sociale, fondée en 1959 et appuyée par le CEPEC.
Il fait partie en 1955 du « comité national du centenaire de la naissance du maréchal Pétain », constitué par l'Association pour défendre la mémoire du maréchal Pétain (ADMP) pour célébrer l'année suivante le centenaire de la naissance de Pétain. Il est le seul membre du monde des affaires avec Jean Borotra, parmi un aréopage composé d'académiciens (Pierre Benoit, Léon Bérard, Henry Bordeaux, le duc de Broglie, Albert Buisson, Claude Farrère, Maurice Genevoix, duc de Lévis-Mirepoix), de membres de l'Institut (Daniel Halévy, Georges Ripert), d'officiers généraux (amiral Decoux, vice-président de l'ADMP, général Héring, président de l'ADMP), d'artistes (Sacha Guitry, Jean de la Varende) et d'avocats (Georges Cresteil et les avocats de Pétain, Jacques Isorni, député, et Jean Lemaire). Il prend part au déjeuner privé du 27 avril 1956, présidé par le général Weygand et qui se tient au domicile de Jean Lemaire. Il fait partie des 102 convives aux côtés notamment d'autres membres du CEPEC (René Gillouin, Gaston Moyse, trésorier de l'ADMP) et du CEPES (René Belin, ancien ministre de Pétain) et de futurs vice-présidents du CEPEC et futurs présidents de l'ADMP (Borotra, déjà vice-président de l'ADMP, Lehideux),. En 1964, il entre au comité directeur de l'ADMP puis en démissionne deux ans plus tard à la suite de tensions qui secouent l'association. Il est réintégré par la suite et désigné membre d'honneur statutaire en 1968,.

En 1960, il participe au colloque de Vincennes le 17 juin en compagnie de 200 autres personnalités attachées à l'Algérie française. Réuni à l'initiative de Jacques Soustelle et Georges Bidault, ce colloque est la première tentative de fondation en métropole d'un groupe de pression pour s'opposer à toute négociation avec les indépendantistes algériens et défendre le maintien de l'Algérie dans la République française. La même année, en tant que président du CEPEC, il écrit une lettre ouverte au Premier ministre Michel Debré en faveur de l'Algérie française et pour une « refonte constitutionnelle (...) inspirée des principes fédéralistes »: 

« Comme tous les grands États modernes, la France doit se donner une constitution fédérale, solution à tous ses problèmes, y compris le problème algérien. Les grands États du monde contemporain, à l’exception de la France, sont tous de type fédéral. On peut penser que cette formule a été imposée aux nations par la complexité du monde moderne et le développement constant de l’économie, qui obligent à laisser aux éléments qui composent l’ensemble une certaine souplesse se traduisant par des libertés. Il en va ainsi du Royaume-Uni, des Etats-Unis et de l’URSS. La république française, pour sa part, continue d’être constitutionnellement proclamée une et indivisible. (…) la situation angoissante en Algérie peut servir d’exceptionnelle occasion à une refonte constitutionnelle de l’ensemble de la nation, inspirée des principes fédéralistes de décentralisation et de régionalisation qui permettent, dans une constitution de type fédéral, de définir sous une même souveraineté des statuts différents pour des territoires différents. »

La demande d’une réforme constitutionnelle s’explique par le référendum sur l'autodétermination de l'Algérie de janvier 1961. Son projet vise à doter l’Algérie d’un statut particulier, tout en restant « indissolublement liée à la France » afin que les « Français d’Algérie, métropolitains ou musulmans », ne craignent plus « de se voir séparés de ce qui pour eux est et doit continuer d’être la mère-patrie ». Car il est convaincu qu’un État centralisé ne peut attribuer ce statut sans danger : « La république française, pour sa part, continue d’être constitutionnellement proclamée une et indivisible ce qui fait que si l’on concède à une fraction du territoire national des droits qui la distinguent substantiellement du reste de la nation, on pousse inévitablement cette fraction, à brève échéance, par une nécessité juridique et logique, plus forte que toutes les volontés, vers la séparation totale d’avec le reste du pays ». Or la perte de l’Algérie serait un « désastre » selon lui, et il n’hésite pas à prédire les pires catastrophes : 

« Il est bien certain que toute solution qui conduirait directement ou indirectement à l’indépendance de l’Algérie se traduirait sur tous les plans : économique, social, politique et stratégique par un désastre, non seulement pour la France métropolitaine et l’Algérie elle-même, mais aussi pour l’Europe et le monde occidental tout entier aboutissant finalement à la guerre générale. »

Sa lettre a peu d'écho. Son projet est soutenu par l'hebdomadaire La Nation française ; un groupe anonyme d'officiers supérieurs et subalternes évoque sa lettre dans un article de ce périodique.
Après les Accords d'Évian en mars 1962, un courrier du CEPEC adressé aux parlementaires, cosigné par Laederich, Louis Salleron et le colonel Rémy, « les (prie) de proposer que soit réservé au moins la possibilité d’un choix aux harkis ». Laederich appuie après la guerre d'Algérie les demandes d'amnistie des activistes pro-Algérie française. Il soutient les initiatives du colonel Rémy, siège au comité de patronage du pèlerinage de Chartres de 1963 initié par ce dernier,. Il figure en 1967 parmi les signataires, avec des généraux, l'amiral Gabriel Auphan, Henri Massis, André Voisin de La Fédération, l'armateur Jean Fraissinet, Jean Madiran, Gabriel Marcel, Jean-Louis Tixier-Vignancour, Raymond Bourgine d'un appel du colonel Bertrand de Sèze annonçant un pèlerinage à Chartres d'un groupe d'anciens détenus politiques pour remercier Notre-Dame des libérations et lui demander son intercession en faveur de la libération des autres détenus encore incarcérés et le retour des exilés. Il est cité comme l'un des soutiens du Secours populaire pour l'entraide et la solidarité (SPES), fondé en 1961 pour venir en aide aux personnes incarcérées pour avoir lutté pour l'Algérie française.
Au cours des années 1960, il fait partie des patrons hostiles au dirigisme gaullien dans le domaine économique. Il discute au CRC et au CEPEC des thèses néolibérales avec des personnalités comme Pierre de Calan et déclare en 1964 : « Il faut affirmer la liberté économique, ce qui ne veut pas dire (...) un libéralisme suranné ». La même année, il assiste à un exposé du penseur libéral Pierre Lhoste-Lachaume dénonçant le dirigisme au nouveau siège parisien de l'Association des chefs d'entreprise libres (ACEL), aux côtés d'autres patrons et d'économistes libéraux comme Daniel Villey.
Toujours anticommuniste, il figure aussi au comité de patronage du Comité franco-hongrois pour la célébration de l'insurrection de Budapest de 1956, qui organise une réunion commémorative à la Mutualité en 1966, aux côtés du général Lionel-Max Chassin, d'André François-Poncet, du président de l'Union des intellectuels indépendants (Me François Cathaha), de Jean Baylot, ancien préfet de police, de la militante anticommuniste Suzanne Labin, de Marcel-Edmond Naegelen, du colonel Rémy, vice-président du CEPEC, de Louis Rougier, de Dominique Venner, d'Horace Savelli, etc..
Si le CEPEC a critiqué plusieurs aspects de la politique gaullienne à partir de 1959-60, Laederich n'est pas devenu pour autant un antigaulliste militant. Il a pris position pour la « réconciliation » : « Il y aura la Paix entre les Français à refaire. Il y aura le Pouvoir à humaniser ». C'est pourquoi il a voulu l’amnistie, car « elle ramènerait un peu de sagesse chez certains » . Cela désigne ceux qui « ont très durement ressenti personnellement, familialement, moralement les conséquences déjà lointaines de 1944-45 et proches des événements d'Algérie », ceux qui ne pardonnent ni l’épuration de la Libération, ni la perte de l’Algérie, tels les dirigeants de l'Union des intellectuels indépendants. 

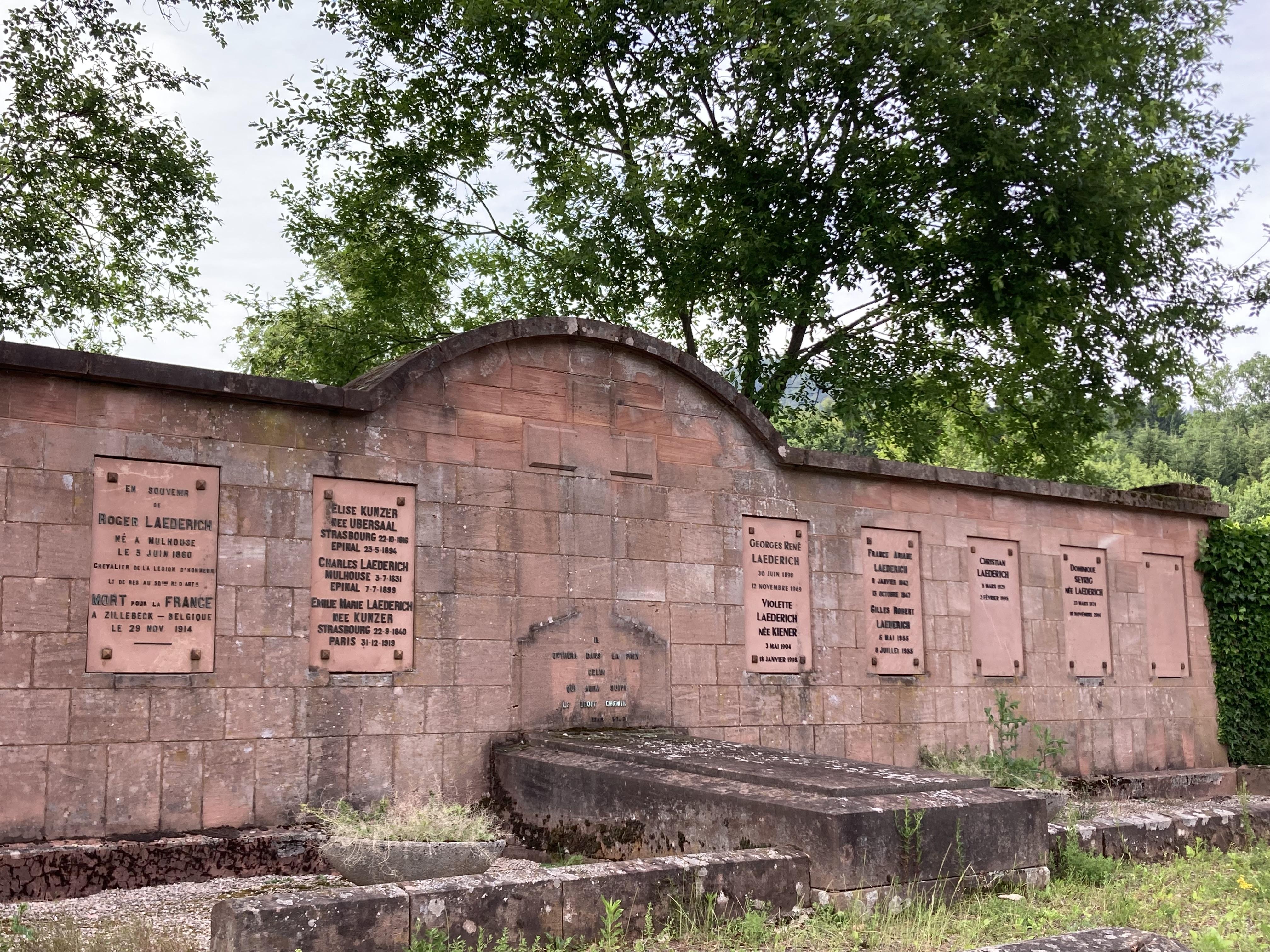
Mur funéraire de la famille Laederich à Moussey.

Dans la perspective de l'élection présidentielle de 1965, le CEPEC dit travailler à « la réconciliation des Français, gaullistes et antigaullistes ». Son argumentation repose sur deux convictions. La première se fonde sur la prise de conscience que personne à droite n’est pour le moment en mesure de succéder au général de Gaulle : il n’y a « personne pour remplacer (de Gaulle) » affirme Laederich. La seconde sur la volonté de voir la France rester ancrée à droite. Laederich se dit en effet effrayé par ceux prêts à voter à gauche contre de Gaulle. De même, après la crise de mai 1968 et dans la perspective des élections législatives de juin, il évoque la position à « prendre en face des bulletins de vote » : 

« Le CEPEC s’est toujours abstenu de donner des directives à cet égard. Mais il ne peut s’empêcher de faire remarquer que la carence que l’on reproche au gouvernement (…) a eu comme parallèle une carence égale de l’opposition. L’opposition s’est bornée à dire « non » au pouvoir – trop personnel à son gré comme au nôtre. »

 Le programme de l'opposition ne répond pas aux exigences du CEPEC. En outre, « trop de précédents sont là, dans un passé proche, pour nous rappeler que les solutions démocratiques proposées par elle sont en réalité les chemins vers l’asservissement et un autre pouvoir personnel ». C’est donc à chacun de peser lui-même « le pour et le contre » pour choisir « ce qui lui apparaîtra comme le chemin menant à la vraie France ». Les conseils de Laederich, anticommuniste, tendent à conseiller le vote en faveur du pouvoir établi, du pouvoir gaullien, malgré les désaccords et les rancœurs.
Il meurt à Paris le 12 novembre 1969 et est inhumé dans le cimetière vosgien de Moussey.